# Synchaeta tremuloida
Synchaeta tremuloida är en hjuldjursart som beskrevs av Pourriot 1965. Synchaeta tremuloida ingår i släktet Synchaeta och familjen Synchaetidae. Inga underarter finns listade i Catalogue of Life.